# Constantino Opos
Constantino Opos (em grego: Κωνσταντίνος Ὤπος) foi um notável general bizantino e aristocrata da primeira metade do reinado do imperador Aleixo I Comneno (r. 1081–1118). Ele participou nas guerras contra os Normandos e Turcos seljúcidas, eventualmente atingindo o posto de mega-duque (comandante-em-chefe-do exército bizantino).

## Biografia

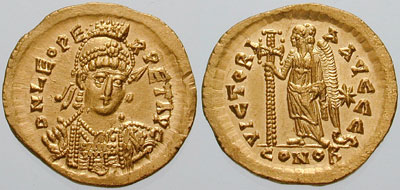
Soldo de r.

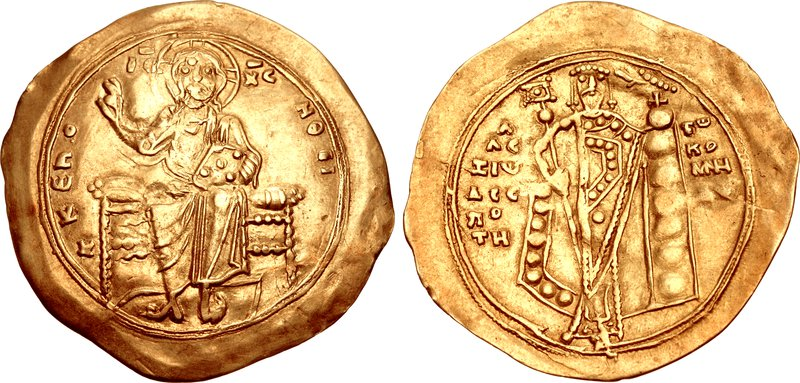
Hipérpiro escifato de r.

Constantino aparece pela primeira vez na A Alexíada em 1081, durante a campanha de Aleixo contra os Normandos de Roberto Guiscardo, liderando o tagma dos excubitores. A campanha terminou com a derrota bizantina na Batalha de Dirráquio em 18 de outubro de 1081, que efetivamente destruiu os últimos restos dos antigos regimentos do exército bizantino. Os excubitores nunca mais foram mencionados; seus remanescentes foram provavelmente dissolvidos, marcando o fim desta unidade histórica, que foi fundada como uma guarda imperial de elite pelo imperador Leão I, o Trácio (r. 457–474).
Em 1090, Opos foi subordinado do almirante Constantino Dalasseno durante o cerco à ilha de Quio, então sobre controle do emir turco Tzacas de Esmirna. Na esperança de impedir Tzacas de atravessar à ilha a partir da Anatólia com reforços e aliviar o cerco, Dalasseno enviou Opos com parte da frota para interditar a travessia do estreito de Quio. Opos encontrou a frota inimiga tentando cruzar o local durante a noite, mas, segundo A Alexíada, como o emir tinha seus navios acorrentados juntos, Opos temeu enfrentá-los e recuou ao campo bizantino.
Em 1092, foi responsável pela retomada da cidade de Cízico, no mar de Mármara, após a expedição naval anterior sob Alexandre Euforbeno ter  falhado. Opos liderou suas forças por terra para Cízico e com sucesso invadiu a cidade. Ele então enviou tropas que tomaram Pemaneno antes de marchar para Apolônia. Ele cercou a cidade, mas logo o emir turco Elquanes rendeu-se junto de sua família.
Cerca de 1094, quando é mencionado no concílio que condenou Leão da Calcedônia, foi elevado à dignidade de protoproedro. A partir de um selo sabe-se que foi elevado para protonobilíssimo, e num manuscrito que pertencia-lhe, aparece como mega-duque. É citado pela última vez em 1097, na Primeira Cruzada, quando foi encarregado de impedir que as tropas de certo conde chamado Raul cruzassem o Bósforo, bem como lutou numa batalha com os cruzados.